# ランド・ホー
株式会社ランド・ホー（英: Land Ho Co.,Ltd.）は、コンピュータゲーム開発及びテレビ番組制作を主な事業内容とする日本の企業。株式会社Orchestra Holdingsの完全子会社。

## 概要
1999年、セガ出身の塚本昌信がゼネラル・エンタテイメントを経て家庭用ゲーム機向けデベロッパーとして設立。中心スタッフもセガ出身。企業名は、『ハックルベリー・フィンの冒険』の主人公ハックが宝島を発見した際に歓喜の中で叫んだ言葉に由来している。
コンシューマーゲーム、ソーシャルゲーム、オンラインゲーム、アーケードゲームの開発を手がけるほか、テレビ画面を使った双方向の映像コンテンツを作りたいという塚本の思いからテレビ番組の制作も行っている。また、日本国外の企業からの受託開発も積極的に行っており、2012年7月には上海に開発スタジオを設立した。
2024年9月20日、Orchestra Holdingsによるランド・ホーの買収が公表、Orchestra Holdingsは同年9月30日にランド・ホーの全株式となる120万株を取得しランド・ホーは同日付でOrchestra Holdingsの完全子会社となる。アドバイザー費を含めた買収価額は6億4000万円。

## コンシューマーゲーム
出典：

### Dreamcast
- ダビつく ダービー馬を作ろう！（発売元：セガ / 2000年）
- ダビつく2（発売元：セガ / 2001年）

### NINTENDO GAMECUBE
- ダビつく３（発売元：セガ / 2003年）

### Nintendo DS
- 資格検定DS（発売元：セガ / 2007年）
- 名探偵コナン　探偵力トレーナー（発売元：バンダイナムコゲームス / 2007年）
- 毎日新聞　1000大ニュース（発売元：セガ / 2007年）

### Wii
- Dragon Blade WRATH of FIRE（発売元：D3Publisher of America / 2007年）
- Dragon Blade（発売元：ディースリー・パブリッシャー / 2007年）
- WE CHEER（発売元：バンダイナムコゲームス/ 海外版：2008年、日本版：2009年）
- We Cheer 2（発売元：バンダイナムコゲームス / 2010年）
- Gold’s Gym Dance Workout（発売元：Ubisoft/ 2010年）
- Just Dance Kids（発売元：Ubisoft / 2010年）
- The Smurfs Dance Party（発売元：Ubisoft / 2011年）
- Just Dance Kids 2（発売元：Ubisoft / 2011年）
- Just Dance: Disney Party（発売元：Ubisoft / 2012年）

### Nintendo Switch
- CODE SHIFTER（発売元：アークシステムワークス / 2020年）
- ダービースタリオン（発売元：ゲームアディクト / 2020年冬予定）

### PlayStation 2
- スペースフィッシャーメン（発売元：ソニー・コンピュータエンタテインメント / 2002年）
- ダビつく3（発売元：セガ / 2003年）
- ダビつく4（発売元：セガ / 2004年）
- ダビつく5（発売元：セガ / 2006年）
- パンツァードラグーンSEGA AGES（発売元：セガ / 2006年）
- WORLD FOOTBALL CLIMAX（発売元：セガ / 2006年）

### PlayStation 3
- ダービータイムオンライン（発売元：ソニー・コンピュータエンタテインメント / 2008年）
- トロともりもり（発売元：ソニー・コンピュータエンタテインメント / 2009年）
- Just Dance Kids 2（発売元：Ubisoft / 2011年）

### PlayStation 4
- CODE SHIFTER（発売元：アークシステムワークス / 2020年）

### PlayStation Portable
- どこでもいっしょ（発売元：ソニー・コンピュータエンタテインメント / 2004年）
- まいにちいっしょポータブル（発売元：ソニー・コンピュータエンタテインメント / 2008年）
- 週刊トロ・ステーション（発売元：ソニー・コンピュータエンタテインメント / 2009年）
- 脳力トレーナーポータブル（発売元：セガ / 2005年）
- 脳力トレーナーポータブル2（発売元：セガ / 2006年）
- ソニーコンピュータサイエンス研究所 茂木健一郎博士監修 脳に快感 アハ体験!（発売元：セガ / 2006年）
- ソニーコンピュータサイエンス研究所 茂木健一郎博士監修 脳に快感 みんなでアハ体験!（発売元：セガ / 2006年）
- 漢字トレーナーポータブル（発売元：セガ / 2006年）
- ダービータイム（発売元：ソニー・コンピュータエンタテインメント / 2005年）
- ダービータイム2006（発売元：ソニー・コンピュータエンタテインメント / 2006年）
- MIND QUIZ（発売元：セガ / 2006年）

### Xbox 360 Kinect
- 体で答える新しい脳トレ（発売元：バンダイナムコゲームス / 2010年）
- Just Dance Kids 2（発売元：Ubisoft / 2011年）
- Just Dance: Disney Party（発売元：Ubisoft / 2012年）

### Xbox One
- Crimson Dragon（発売元：Microsoft / 2013年）
- CODE SHIFTER（発売元：アークシステムワークス / 2020年）

## モバイル・PC向けゲーム

### スマートフォン（Android、iOS）
- DuckyDerby（発売元：ランド・ホー / 2008年）
- もふもふ牧場（発売元：ランド・ホー / 2010年）
- Alien Sweeper（発売元：ランド・ホー / 2010年）
- クラッシュヒーローズ（発売元：ランド・ホー / 2012年）
- ビジュエルド伝説（発売元：PopCap Games / 2012年）
- ハローキティ　マジカルボール（発売元：サンリオウェーブ / 2012年）
- アルパカ天国（発売元：ランド・ホー / 2013年）
- ゴーストハウス（発売元：ランド・ホー / 2013年）
- 究極錬成★バトルオブエンジェル（発売元：フリュー / 2013年）
- すまドラ！（発売元：ランド・ホー / 2013年）
- パズルダービー（発売元：ネットドリーマーズ / 2013年）
- ミリオンダービー（発売元：ランド・ホー / 2013年）
- サカつくシュート！（発売元：セガネットワークス / 2013年）
- パイレーツガールズ（発売元：NHN PlayArt / 2013年）
- JUZU～つなげるパズル～（発売元：フィラメント / 2014年）
- ゴーストパーティ（発売元：ランド・ホー / 2014年）
- パズルサッカー（発売元：ネットドリーマーズ / 2014年）
- 風とラニーニャ（発売元：DeNA / 2015年）
- ドリフェス！（発売元：バンダイ / 2016年）
- 蒼焔の艦隊（発売元：リベル・エンタテインメント / 2017年）
- ダービーストーリーズ（発売元：Donuts / 2017年）
- ときめきアイドル（発売元：コナミデジタルエンタテインメント / 2018年） - 3Dモデル、モーションを担当
- ダンキラ!!! - Boys, be DANCING! -（発売元：コナミデジタルエンタテインメント / 2019年）
- CUE!（キュー）（発売元：リベル・エンタテインメント / 2019年）
- 22/7 音楽の時間（発売元：株式会社アニプレックス / 2020年） - 3Dモーション制作の一部を担当
- A3!（発売元：リベル・エンタテインメント / 2017年） - Live2D制作を担当
- タワーオブスカイ（発売元：株式会社MIXI / 2023年） - 運営企画及び開発を担当
- アイドルマスター シャイニーカラーズ Song for Prism（発売元：バンダイナムコエンターテインメント / 2023年） - 開発の一部を担当

### フィーチャーフォン
- PHANTASY STAR Ⅱ（発売元：セガ）
- ゴールドアスリート（発売元：セガ）
- 魔王と500人の戦士（発売元：ランド・ホー / 2010年）
- ダビつく（発売元：セガ / 2010年）
- もふもふ牧場（発売元：ランド・ホー / 2010年）

### PCブラウザー
- もふもふ牧場（発売元：ランド・ホー / 2010年）

### toio
- GoGo ロボットプログラミング ～ロジーボのひみつ～（発売元：ソニー・インタラクティブエンタテインメント / 2019年）

## アーケードゲーム
- ポケモンカードゲームガチャ（発売元：タカラトミーアーツ / 2014年）
- ナレルンダー 仮面ライダードライブ（発売元：バンダイナムコ / 2015年）
- StarHorse3 SeasonVII GREAT JOURNEY（発売元：セガ / 2018年） - プログラムを担当

## 映像制作

### NHKテレビ
- 「きょうの料理　50周年」(2007.05)
- 「テレビでロシア語」(2009.09-03)(2010.04より再放送）2009年度放送分　NHK番組制作局長賞受賞
- 「テレビでハングル講座」ますだおかだ増田 ソウルで卒業試験にチャレンジ!（最終回スペシャル）(2010.03)
- 「プレマップ」(2010.03)
- 「3か月トピック英会話　まるごと体感！ハワイアン・ロハス」(2010.04-06)
- 「テレビで中国語」(2010.04-2011.03)
- 「テレビで中国語」(2011.04-2012.03)
- 「3か月トピック英会話　歌って発音マスター!～魅惑のスタンダードジャズ編～」(2011.09-12)
- 「週刊ニュース深読み」(2011.04-)
- 「テレビで中国語」（2012.04-2013.03）
- 「3か月トピック英会話～SNSで磨く！英語Output表現術～」（2012.04-06）
- 「3か月トピック英会話～英語で歩く大自然！山ガール カナダの旅」（2012.10-12）
- 「発掘！アジアドキュメンタリー～羊飼いの旅路 カシミール地方～」（2013.01）
- 「テレビで中国語」（2013.04-）
- 「発掘！アジアドキュメンタリー～麦畑のセーラーマン～」（2014.01）

### NHK BShi
- 「決定版ハイビジョン特集　決定版！バラ大百科」(2006.11)

### BSフジ
- 「日本の試験大全」(2002.10-2004.05)
- 「開眼！超能力TV」(2003.12-2004.09)
- 「GO!GO!EIGO!」(2004.04-)
- 「イノベーション歴史学」(2006.6.2/2006.6.9)

### ディズニーチャンネル
- 「Disney 365」(2007.04-2009.05)

### DVD
- 「ひとりで着られる 着付けの教科書」（新星出版社）2013.10月発行
- いぬのきもち特別編集「愛犬のための健康長寿ガイド」（ベネッセ）2013.11月発行

### NHKラジオ第1
- 「wktkラヂオ学園サンデー」（2013.04-）

- 「基礎英語１」
- 「まいにちロシア語」